# Parachute (Colorado)
Parachute é uma cidade  localizada no estado americano de Colorado, no Condado de Garfield.

## Demografia
Segundo o censo americano de 2000, a sua população era de 1006 habitantes.
Em 2006, foi estimada uma população de 1189, um aumento de 183 (18.2%).

## Geografia
De acordo com o United States Census Bureau tem uma área de
3,2 km², dos quais 3,1 km² cobertos por terra e 0,1 km² cobertos por água. Parachute localiza-se a aproximadamente 1673 m acima do nível do mar.

## Localidades na vizinhança
O diagrama seguinte representa as localidades num raio de 40 km ao redor de Parachute.